# Gefleckte Mausspinne
Die Gefleckte Mausspinne (Scotophaeus scutulatus) ist eine Spinne aus der Familie der Plattbauchspinnen (Gnaphosidae). Die Art ist paläarktisch, also in Europa, Asien und Nordafrika verbreitet. Sie ist häufig im menschlichen Siedlungsbereich zu finden – sie lebt also vorwiegend synanthrop – und lebt auch in Großstädten und im Inneren von Wohnhäusern. Im Freiland ist sie seltener und besiedelt dort Nadel- und Laubwälder. Die Spinne ist wie alle Mausspinnen (Scotophaeus) nachtaktiv und legt wie alle Arten der Familie kein Spinnennetz für den Beutefang an, sondern erlegt Beutetiere freilaufend. Im Freiland zieht sich die Gefleckte Mausspinne am Tag in einem verborgen angelegten Wohngespinst zurück. In Gebäuden werden diese etwa unter Möbeln angelegt.

## Merkmale

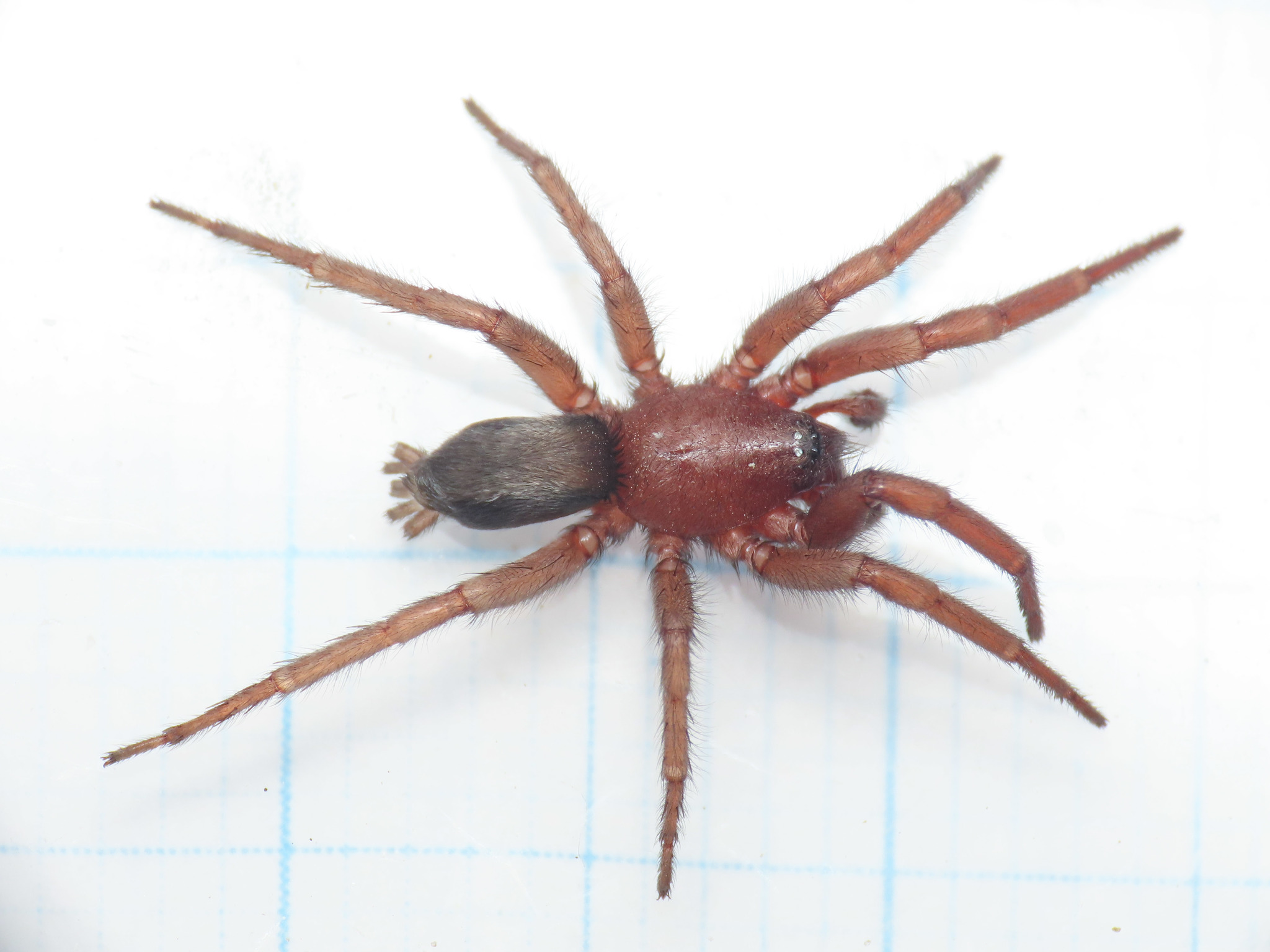
Männchen

Das Weibchen der Gefleckten Mausspinne erreicht eine Körperlänge von 8,3 bis 15,9 und das Männchen eine von 6,8 bis 10,9 Millimetern. Dabei ist beim Weibchen innerhalb der schwedischen Populationen, wo es nach Sven Almquist eine Körperlänge von 9,6 bis zu 11,6 Millimeter erreichen kann, der Carapax (Rückenschild des Prosomas, bzw. Vorderkörpers) 4,91 bis 4,93 Millimeter lang und 3,51 bis 3,70 Millimeter breit. Außerdem ist er beim Weibchen in dem Fall um 2° geneigt. Bei 8,9 Millimetern langen Männchen derselben Populationen hat der Carapax eine Länge von 4,32 und eine Breite von 3,21 Millimetern, sowie eine Neigung von 1°. Der Körperbau der Art gleicht dem anderer Mausspinnen  (Scotophaeus).
Der Carapax und das Sternum (Brustschild des Prosomas) besitzt meistens eine hellrotbraune Färbung, während die Cheliceren (Kieferklauen) rotbraun gefärbt sind. Die Beine haben eine hellbräunliche Farbgebung. Das Opisthosoma (Hinterleib) ist dorsal (oberhalb) oftmals dunkelbraun gefärbt und mit gräulichen sowie bräunlichen Setae (chitinisierten Haaren) versehen. Bei lebendigen Individuen erscheinen diese Setae silbrig glänzend. Ventral (unterhalb) erscheint das Opisthosoma heller. Insgesamt können das Prosoma wie das Opisthosoma jedoch variabel hell- bis dunkelrotbraun gefärbt sein.

### Genitalmorphologische Merkmale
| Bulbi | Epigyne |
|       |         |

Beim Männchen der Gefleckten Mausspinne ist die für Mausspinnen (Scotophaeus) typische an der Tibia (Schiene) eines einzelnen Pedipalpus (umgewandelte Extremität im Kopfbereich) befindliche Apophyse (chitinisierter Fortsatz) befindliche in etwa so lang wie die jeweilige Tibia selber. An der Spitze ist die Apophyse schräg abgeschnitten und am retrolateralen (seitlich rückliegend) Rand befindet sich ein niedriger Grat. Die für die Gattung ebenfalls typische mediane (mittlere) Apophyse von je einem Bulbus (männliches Geschlechtsorgan) weist prolateral (seitlich vorliegend) eine starke Krümmung auf. Der Embolus (drittes und letztes Sklerit, bzw. Hartteil eines einzelnen Bulbus) ist vergleichsweise lang. Sein distales (von der Körpermitte entfernt liegendes) Ende verläuft in einer Umdrehung um den Konduktor (Leiter) des Bulbus, der selber als dünne, verdrillte Membran ausgebildet ist.
Die Epigyne (weibliches Geschlechtsorgan) unterscheidet sich von der anderer Mausspinnen unter anderem durch die länger als breite Epigynalplatte. Das Atrium (Vorhof) ist durch Randfalten sowohl anterior (vorne) als auch lateral (seitlich) stark sklerotisiert (verhärtet). Die Kopulationsöffnungen befinden sich anterolateral angelegt in den vorstehenden Rändern der Epigyne. Anterior befinden sich an den Kopulationsgängen Drüsen, die in mediane Richtung eine enge Kurve bilden. Die sekundären Spermatheken (Samentaschen) sind von langer Gestalt und anterior erweitert, während die primären Spermatheken mit sklerotisierten Anhängen versehen sind, die ihrerseits wiederum mit Befruchtungskanälen ausgestattet sind.

### Differenzierung von anderen Mausspinnen

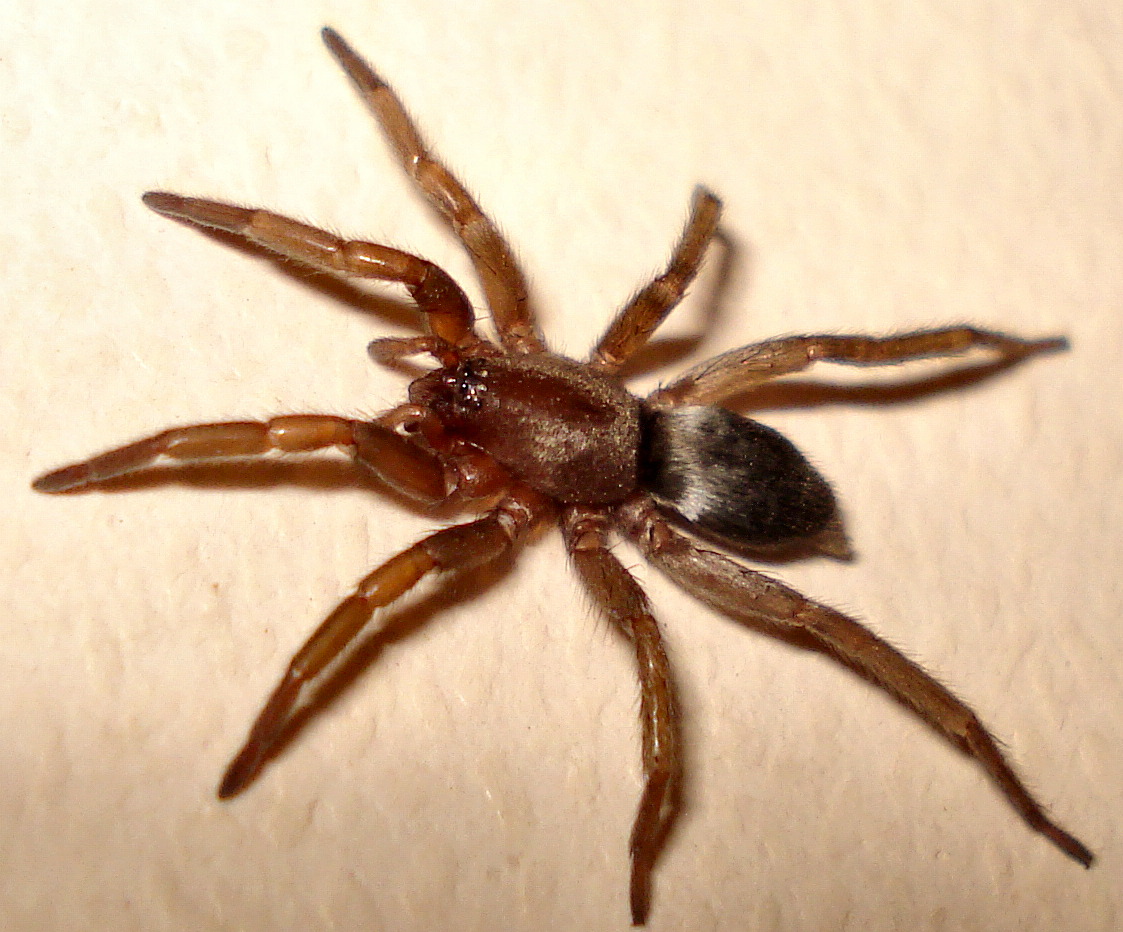
Weibchen der Kleinen Mausspinne (S. blackwalli)

Die Gefleckte Mausspinne sieht allen in Europa vorkommenden Mausspinnen (Scotophaeus) sehr ähnlich, sodass sie von den anderen Arten der Gattungen am sichersten durch den Aufbau der Geschlechtsorgane unterschieden werden kann. Die meisten Ähnlichkeiten teilt die Gefleckte Mausspinne insbesondere mit der Kleinen Mausspinne (S. blackwalli), die jedoch im Regelfall kleiner als die Gefleckte Mausspinne bleibt. Außerdem ist beim Männchen der Kleinen Mausspinne die Tibialapophyse kleiner als Tibia selber und Embolus kurz und gerade verlaufend. Die Epigynengrube besitzt hier außerdem eine laterale Einwölbung.

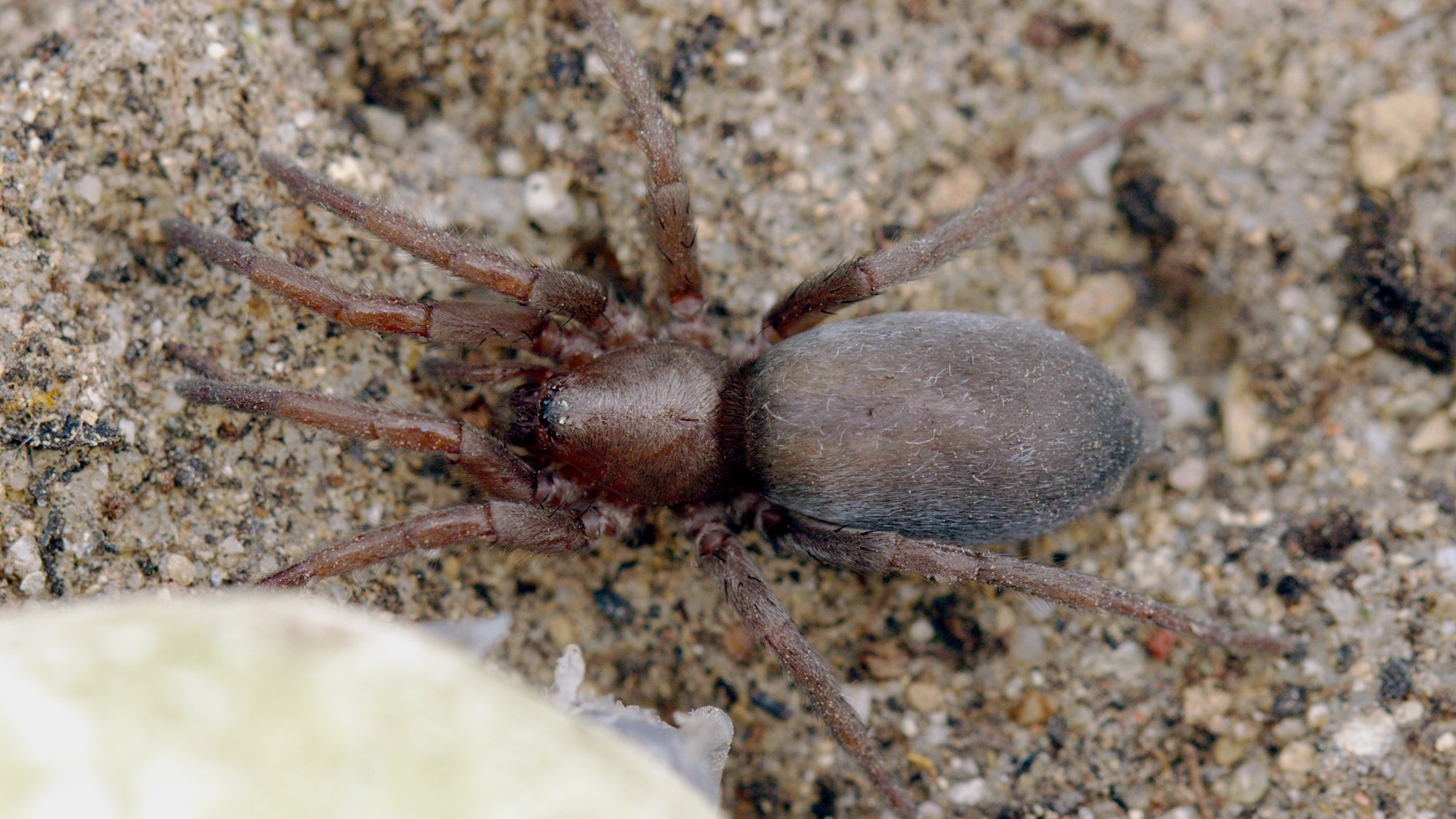
Weibchen der Vierpunkt-Mausspinne (S. quadripunctatus)

Bei der Vierpunkt-Mausspinne (S. quadripunctatus) ist die Tibialapophyse des Männchens mehr oder weniger gleichmäßig spitz zulaufend, während die Epigyne dieser Art über ein rundliche Epigynengrube verfügt, die geringfügig breiter als lang ist. In Südeuropa kann die Gefleckte Mausspinne zusätzlich mit der dort vorkommenden Art S. validus verwechselt werden, da beide Arten einen kompakten Körperbau, eher kurze Beine und ähnlich ausfallende Körperdimensionen aufweisen. Anders als bei der Gefleckten Mausspinne ist die Epigyne der anderen Art häufig jedoch nicht länger als breit.

## Vorkommen

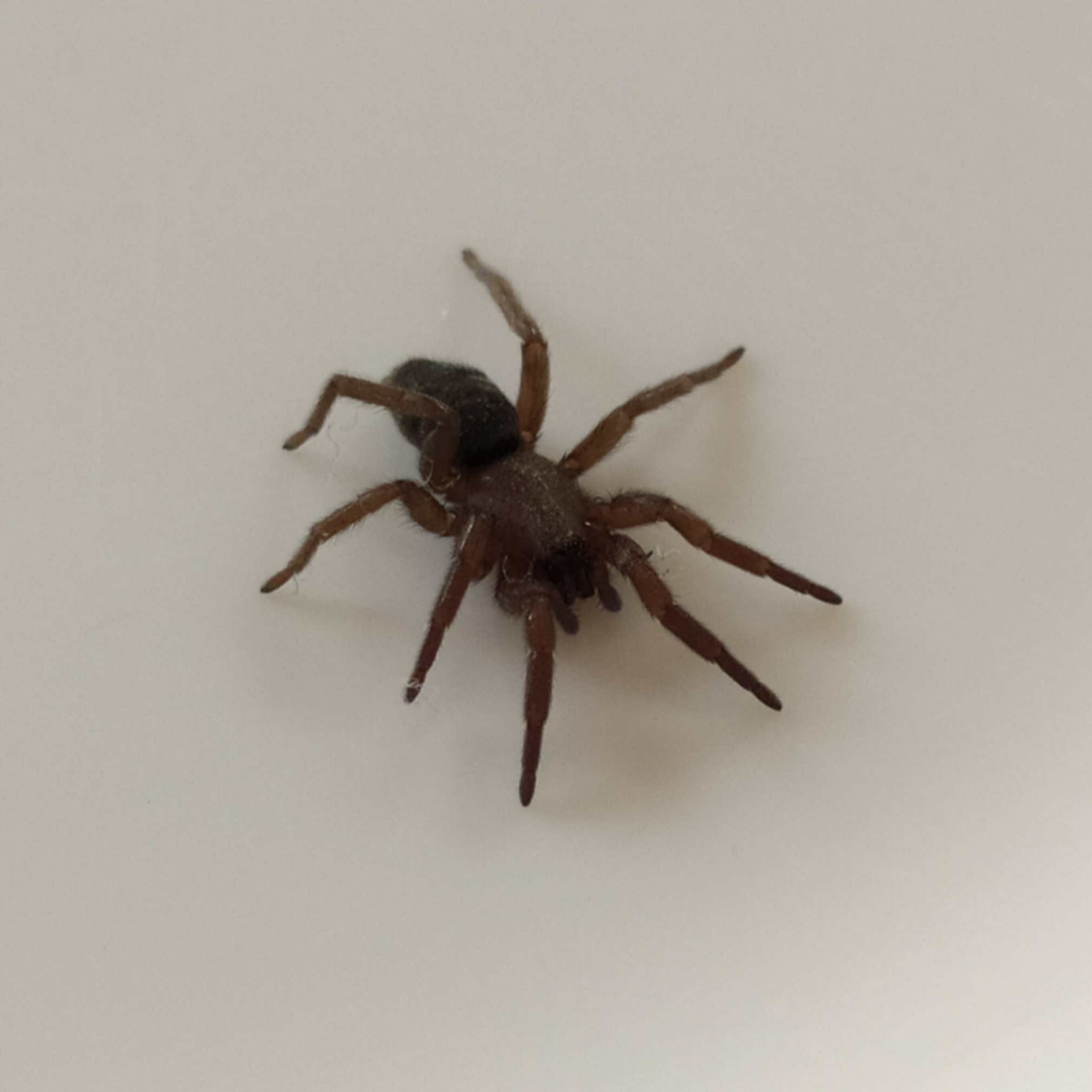
Weibchen, gefunden in einem Gebäude in Tschechien.

Das Verbreitungsgebiet der Gefleckten Mausspinne erstreckt sich über Europa, Algerien, die Türkei, Kaukasien, Russland (europäischer Teil bis Südsibirien), den Iran und Zentralasien. Auch in Europa selber ist die Art flächendeckend verbreitet, wobei Nachweise innerhalb Kontinentaleuropa aus dem ost-, nord- und westeuropäischen Teil Russlands genauso wie der Oblast Kaliningrad, Finnland, Norwegen, dem Baltikum, Belarus, Kosovo und dem europäischen Teil der Türkei sowie anderweitig innerhalb Europas von der russischen Doppelinsel Nowaja Semlja, Franz-Josef-Land, der Inselgruppe Spitzbergen, Island, der Insel Irland, den Balearischen Inseln und der Mittelmeerinsel Korsika fehlen. Innerhalb Kaukasiens ist die Spinne außerdem in Armenien nicht nachgewiesen.
Bisher wurden auf Großbritannien drei Individuen der Gefleckten Mausspinne nachgewiesen. Alle drei erfolgten 1989, 1994 und 2000 in der zur englischen Grafschaft Essex zählenden Stadt Colchester. Dabei wurden die ersten beiden Individuen jeweils im gleichen Gebäude nachgewiesen und das dritte etwa fünf Kilometer davon gefunden. Da die Art allerdings in Europa flächendeckend vertreten ist, wird selbiges auch für Großbritannien vermutet, zumal durch die große Ähnlichkeit der Gefleckten Mausspinne zur gattungsverwandten und auf den britischen Inseln weitverbreiteten Kleinen Mausspinne (S. blackwalli) angenommen wird, dass die Gefleckte Mausspinne in Großbritannien bislang oftmals übersehen wurde.

### Lebensräume
Die Gefleckte Mausspinne teilt mit anderen Mausspinnen (Scotophaeus) die für diese Gattung typische Synanthropie (Bevorzugung menschlicher Behausungen) und kommt aufgrund dessen besonders in und an Gebäuden vor, seltener im Freiland. In letzterem Falle werden besonders Nadel- und Laubwälder als Habitate (Lebensräume) angenommen. Vereinzelt wurde die Art auch in xerothermen (trockenwarmen) Gebieten gesichtet.

### Häufigkeit und Gefährdung
Die Bestände und Häufigkeit der Gefleckten Mausspinne wird je nach Land unterschiedlich gewertet. In Deutschland gilt die Art als mäßig häufig und wird in der Roten Liste gefährdeter Tiere, Pflanzen und Pilze Deutschlands, bzw. der Roten Liste und Gesamtartenliste der Spinnen Deutschlands (2016) als „ungefährdet“ gewertet. Hier sind die Bestände der Gefleckten Mausspinne langfristig gleichbleibend, für kurzfristige Bestandsanalysen fehlen Informationen. In der Roten Liste der Spinnen Kärntens (1999) ist die Art in der Kategorie D („Datenlage ungenügend“) und in der Roten Liste der Spinnen Tschechiens (2015) nach IUCN-Maßstab in der Kategorie ES („Ecologically Sustainable“, bzw. ökologisch anpassbar) gelistet.

## Lebensweise

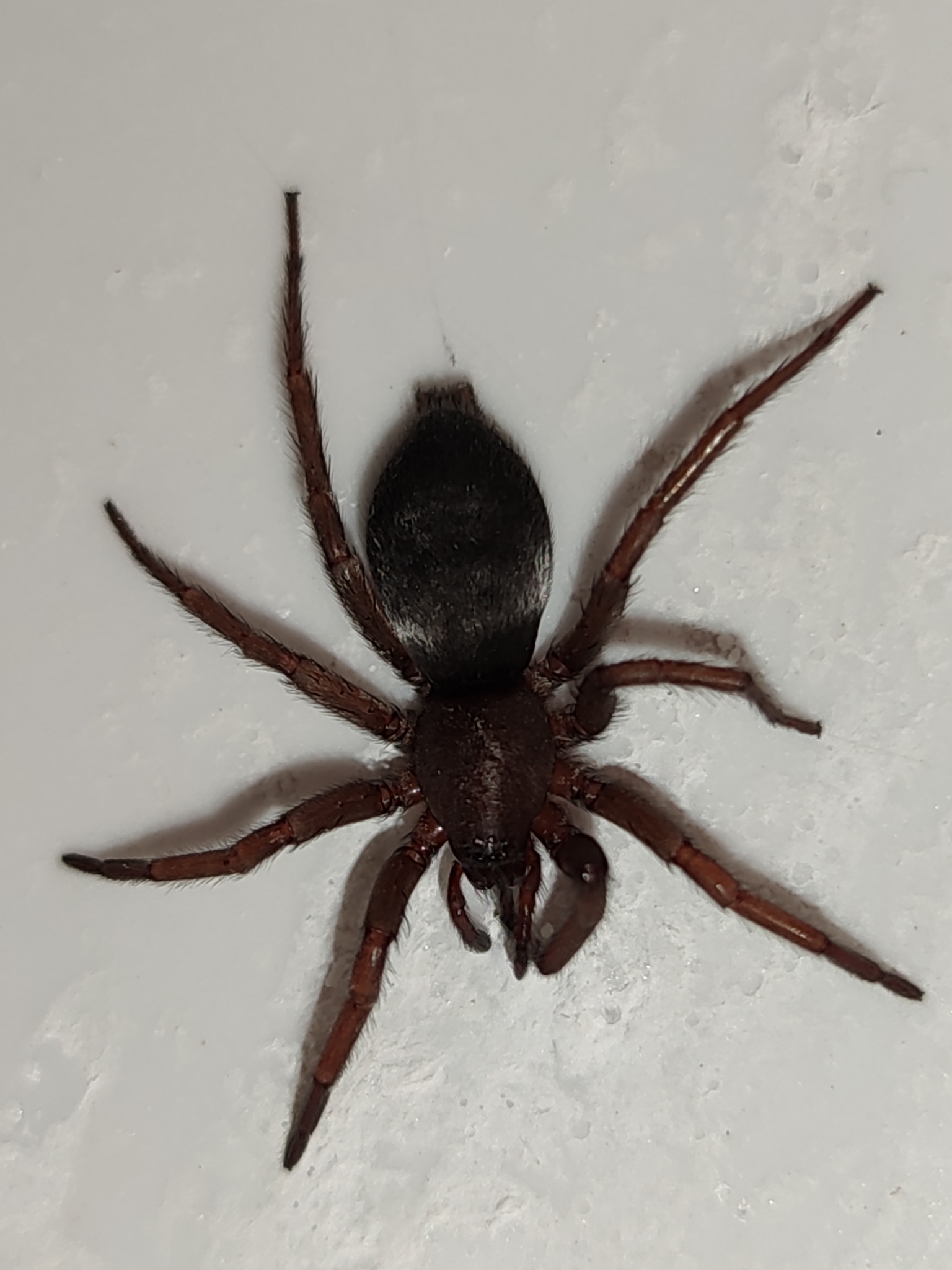
Sich reinigendes Weibchen

Die Gefleckte Mausspinne ist wie alle Mausspinnen (Scotophaeus) nachtaktiv sowie wie alle Plattbauchspinnen (Gnaphosidae) ein freilaufender Räuber, der kein Spinnennetz für den Beutefang anlegt. Das Jagdverhalten der Spinne ließ sich bislang von Christian Komposch dokumentieren, wo ein Individuum der Art einen mittels einer künstlichen Lichtquelle angelockten Spanner erbeutete. An diesen pirschte sich die Spinne an und packte das Beutetier, ehe diese ihm mittels der Cheliceren einen Giftbiss verabreichte.
Im Freiland hält sich die Gefleckte Mausspinne tagsüber in Wohngespinsten auf, die in Baumstümpfen und unter der Rinde von Koniferen (Coniferales) und verschiedenen Laubbäumen angelegt wurden. In Gebäuden zieht sich die Spinne in Wohngespinste, die unter Möbeln oder hinter Bilderrahmen angelegt wurden, zurück. Ansonsten ist über die Biologie der Gefleckten Mausspinne mitsamt ihrem Lebenszyklus nichts bekannt. Die Phänologie (Aktivitätszeit) der Art erstreckt sich bei ausgewachsenen Individuen beider Geschlechter über das ganze Jahr.
2002 konnte unter Laborbedingungen von Peter Jäger beobachtet werden, dass es einem ausgewachsenen Weibchen der Gefleckten Mausspinne gelang, ein ebenfalls adultes Weibchen der wesentlich größeren Großen Winkelspinne (Eratigena atrica) in seinem eigenen Fangnetz zu erbeuten, was einem sogenannten araneophagen (Spinnen, bzw. andere Spinnen umfassenden) Beutespektrum entspräche. Andere Plattbauchspinnen, bei denen dies bekannt ist, sind die Gewöhnliche Steinplattenspinne (Drassodes ladiopus), der Unterart Poecilochroa senilis cortex und der Art Taieria erebus. Zusätzlich sind bei den Arten Poecilochroa senilis, der Kleinen Mausspinne (Scotophaeus blackwalli) sowie von Taieria erebus überliefert, dass diese in die Netze anderer Spinnen eindringen und diese darin überwältigen, wie es bei dem erläuterten Beispiel der Gefleckten Mausspinne der Fall war. Dennoch bleibt unklar, ob ein solches Verhalten für epigäische (die direkte Bodenoberfläche bevorzugende) Plattbauchspinnen mitsamt der Gefleckten Mausspinne üblich ist.

## Systematik

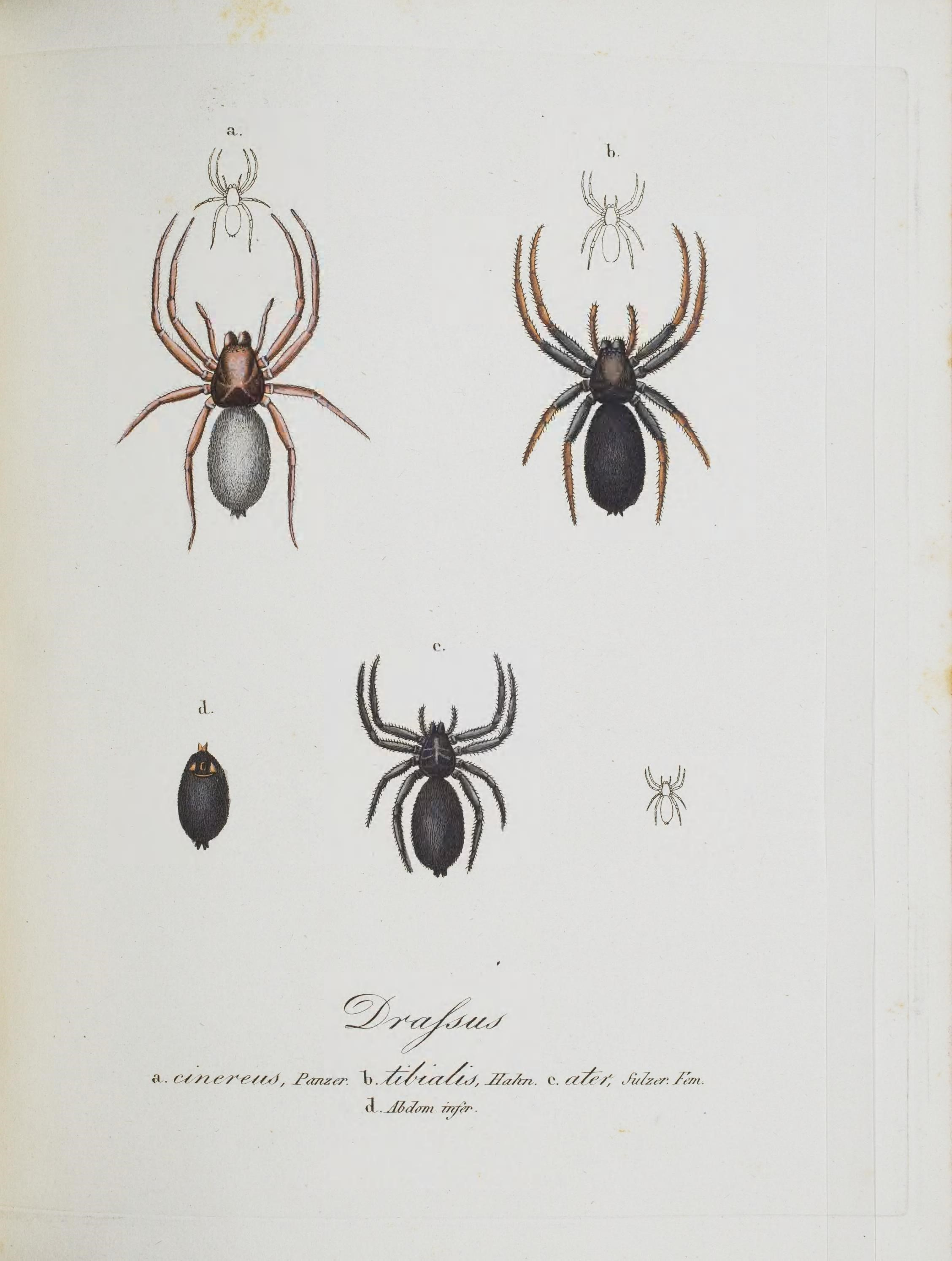
Ausschnitt aus Monographia Aranearum = Monographie der Spinnen (1820) von Carl Wilhelm Hahn mit einer Darstellung der Gefleckten Mausspinne oben rechts.

Die Systematik der Gefleckten Mausspinne erfuhr mehrfach Änderungen. Der Artname scutulatus deutet auf das Scutum (sklerotisierten, bzw. verhärteten Bereich) auf dem Opisthosoma des Männchens hin.
Der erste Versuch einer Erstbeschreibung der Gefleckten Mausspinne geschah 1833 unter Carl Wilhelm Hahn, der zuerst ein Weibchen beschrieb. Die Art erhielt dabei die Bezeichnung Drassus tibialis. Diese Beschreibung erfüllte jedoch nicht die Voraussetzungen für eine Erstbeschreibung und gilt deshalb als Nomen nudum. Ludwig Carl Christian Koch führte daraufhin 1866 die gültige Erstbeschreibung der Gefleckten Mausspinne durch und ordnete sie wie Hahn damals unter der Bezeichnung D. scutulatus der heute nicht mehr existenten Gattung Drassus zu, die heute als Synonym der Eigentlichen Plattbauchspinnen (Gnaphosa) gilt. Die heute gängige Bezeichnung Scotophaeus scutulatus wurde erstmals 1914 seitens Eugène Simon verwendet und ist seit einer Anwendung 1985 von Ute Grimm die durchgängig angewandte Bezeichnung für die Gefleckte Mausspinne.